# Quenstedtit
Quenstedtit ist ein selten vorkommendes Mineral aus der Mineralklasse der „Sulfate (Selenate, Tellurate, Chromate, Molybdate und Wolframate)“ mit der chemischen Zusammensetzung Fe3+2[SO4]3·(9+2)H2O oder vereinfacht Fe3+2(SO4)3·11H2O beziehungsweise Fe3+2(SO4)3·10–11H2O. Quenstedtit ist damit chemisch gesehen ein wasserhaltiges Eisen(III)-sulfat oder besser das Decahydrat von Eisen(III)-sulfat.
Quenstedtit kristallisiert im triklinen Kristallsystem und entwickelt durchsichtige, tafelige bis kurzprismatische Kristalle bis etwa fünf Millimeter Länge und einem glasähnlichen Glanz auf den Oberflächen. Meist findet sich das Mineral allerdings in Form durchscheinend wirkender, krustiger Überzüge und körniger Mineral-Aggregate, die eher seidenähnlich schimmern.
Die Farbe von Quenstedtit variiert zwischen hellviolett und rötlichviolett, erscheint jedoch im Durchlicht auch farblos bis rosa. Seine Strichfarbe ist dagegen immer weiß.

## Etymologie und Geschichte

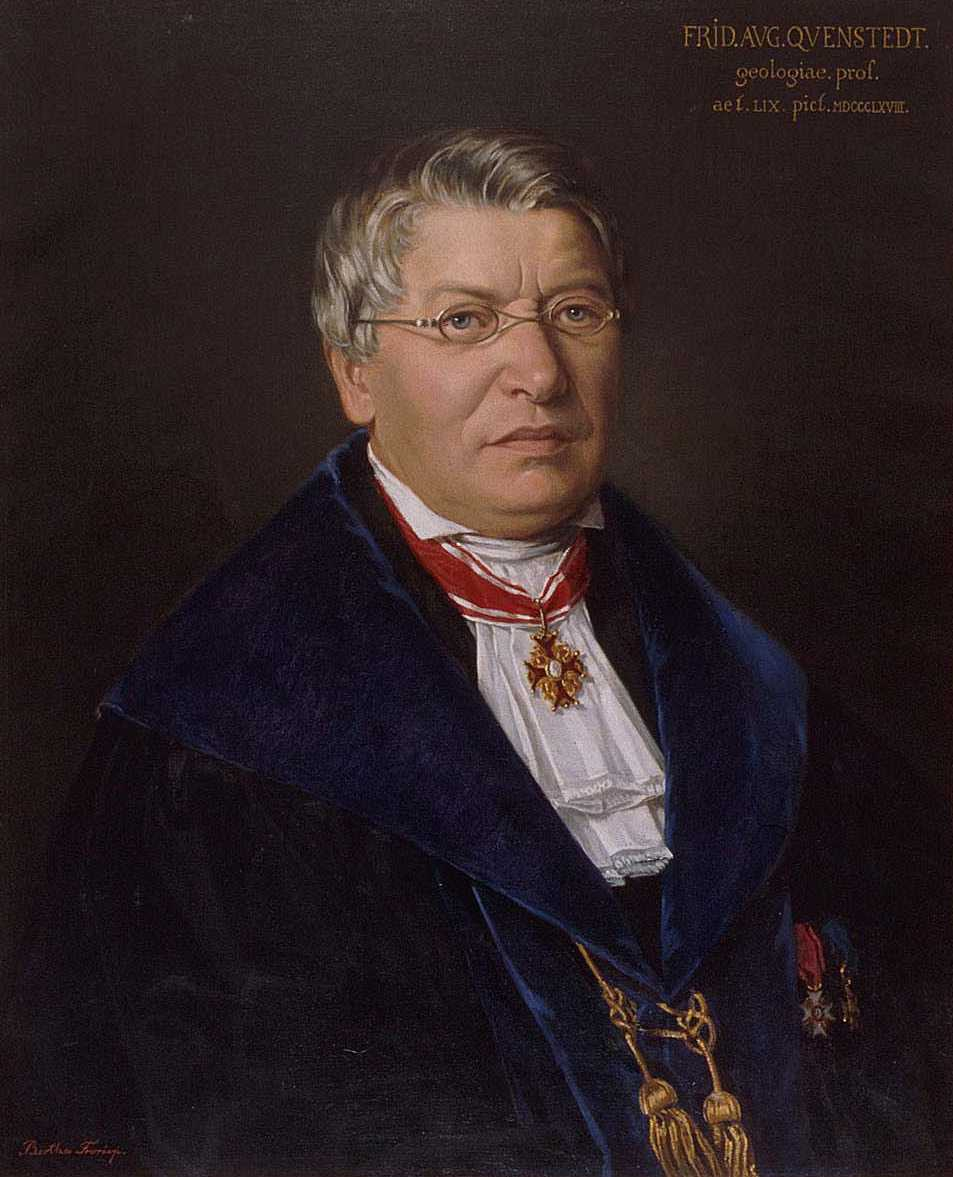
Friedrich August von Quenstedt (1868)

Von einer Studienreise durch Chile, die 1883 auch in das Gebiet um Tierra Amarilla in der zur Región de Atacama gehörenden Provinz Copiapó führte, brachte Gustav Steinmann unter anderem einige Coquimbit-Stufen mit, die er dem mineralogischen Institut der Universität Straßburg überließ.
Gottlob Eduard Linck entdeckte darauf bisher unbekannte, millimetergroße Kristalle von rötlichvioletter Farbe und tafelförmigem Habitus. Er beschrieb das neu entdeckte Mineral 1888 in seinem Beitrag zur Kenntniss der Sulfate von Tierra amarilla bei Copiapó in Chile und benannte es nach dem Geologen, Paläontologen, Mineralogen und Kristallographen Friedrich August Quenstedt.
Das Typmaterial des Minerals wird in der Mines ParisTech (auch École nationale supérieure des mines de Paris) und im Muséum national d’histoire naturelle (MHN) in Paris aufbewahrt. Eine Sammlungsnummer ist jedoch nicht dokumentiert.
Da der Quenstedtit bereits lange vor der Gründung der International Mineralogical Association (IMA) bekannt und als eigenständige Mineralart anerkannt war, wurde dies von ihrer Commission on New Minerals, Nomenclature and Classification (CNMNC) übernommen und bezeichnet den Quenstedtit als sogenanntes „grandfathered“ (G) Mineral. Die seit 2021 ebenfalls von der IMA/CNMNC anerkannte Kurzbezeichnung (auch Mineral-Symbol) von Quenstedtit lautet „Qst“.

## Klassifikation
In der veralteten 8. Auflage der Mineralsystematik nach Strunz gehörte der Quenstedtit zur Mineralklasse der „Sulfate, Chromate, Molybdate und Wolframate“ und dort zur Abteilung „Wasserhaltige Sulfate ohne fremde Anionen“, wo er gemeinsam mit Alunogen, Coquimbit, Kornelit, Lausenit, Paracoquimbit und Rhomboklas in der „Rhomboklas-Coquimbit-Gruppe“ mit der Systemnummer VI/C.04 steht.
Im zuletzt 2018 überarbeiteten „Lapis-Mineralienverzeichnis“, das sich im Aufbau noch nach der alten Form der Systematik von Karl Hugo Strunz richtet, erhielt das Mineral die System- und Mineralnummer VI/C.08-060. In der „Lapis-Systematik“ entspricht dies ebenfalls der Abteilung „Wasserhaltige Sulfate, ohne fremde Anionen“, wo Quenstedtit zusammen mit Aluminocoquimbit, Alunogen, Coquimbit, Kornelit, Lausenit, Meta-Alunogen, Paracoquimbit und Rhomboklas eine unbenannte Gruppe mit der Systemnummer VI/C.08 bildet.
Auch die von der International Mineralogical Association (IMA) zuletzt 2009 aktualisierte 9. Auflage der Strunz’schen Mineralsystematik ordnet den Quenstedtit in die Abteilung „Sulfate (Selenate usw.) ohne zusätzliche Anionen, mit H2O“ ein. Diese ist allerdings weiter unterteilt nach der relativen Größe der beteiligten Kationen, so dass das Mineral entsprechend seiner Zusammensetzung in der Unterabteilung „Mit ausschließlich mittelgroßen Kationen“ zu finden, wo es als einziges Mitglied die „Quenstedtitgruppe“ mit der Systemnummer 7.CB.65 bildet.
In der vorwiegend im englischen Sprachraum gebräuchlichen Systematik der Minerale nach Dana hat Quenstedtit die System- und Mineralnummer 29.08.05.01. Das entspricht ebenfalls der Klasse der „Sulfate, Chromate und Molybdate“ und dort der Abteilung „Wasserhaltige Säuren und Sulfate“. Hier findet er sich als einziges Mitglied in einer unbenannten Gruppe mit der Systemnummer 29.08.05 innerhalb der Unterabteilung „Wasserhaltige Säuren und Sulfate mit (A)2 (XO4)3 × x(H2O)“.

## Chemismus
In chemisch reiner Form enthält Quenstedtit (Fe3+2[SO4]3·(9+2)H2O) bei 10 Anteilen Wasser 41,41 % SO3, 27,53 % Fe2O3 und 31,06 % H2O. Bei 12 Anteilen Wasser sind entsprechend 40,16 % SO3, 26,70 % Fe2O3 und 33,14 % H2O enthalten.
Bei natürlich entstandenen Quenstedtiten ergaben die Analysen zudem geringe Fremdbeimengungen von Calcium in der Form CaO von 0,4 % sowie Spuren von MgO.

## Kristallstruktur
Quenstedtit kristallisiert triklin in der Raumgruppe P1 (Raumgruppen-Nr. 2) mit den Gitterparametern a = 6,18 Å; b = 23,60 Å; c = 6,54 Å; α = 94,2°; β = 101,7° und γ = 96,3° sowie zwei Formeleinheiten pro Elementarzelle.

## Eigenschaften
Mit einer Mohshärte von 2,5 steht Quenstedtit an der Grenze zwischen weichen und mittelharten Mineralen. Er lässt sich daher zwar nicht mehr wie das Referenzmineral Gips (Härte 2) mit dem Fingernagel, dafür jedoch leichter als das Referenzmineral Calcit (Härte 3) mit einer Kupfermünze ritzen.
Das Mineral zeigt eine vollkommene Spaltbarkeit nach der Symmetrieebene {010} sowie eine weniger vollkommene, aber gute Spaltbarkeit nach dem Orthopinakoid {100}. Seine Bruchneigung ist dagegen eher faserig und ähnelt der von Gips.
Quenstedtit löst sich sehr leicht in Wasser und färbt die dabei entstehende dicke, ölartige Flüssigkeit gelblich. Seinem Erstbeschreiber zufolge soll diese Flüssigkeit einen herben, adstringierenden Geschmack besitzen. Durch Wasserverlust wandelt sich Quenstedit mit der Zeit in Coquimbit um. Mineralproben müssen daher zur Erhaltung in versiegelten Behältern aufbewahrt werden.

## Bildung und Fundorte

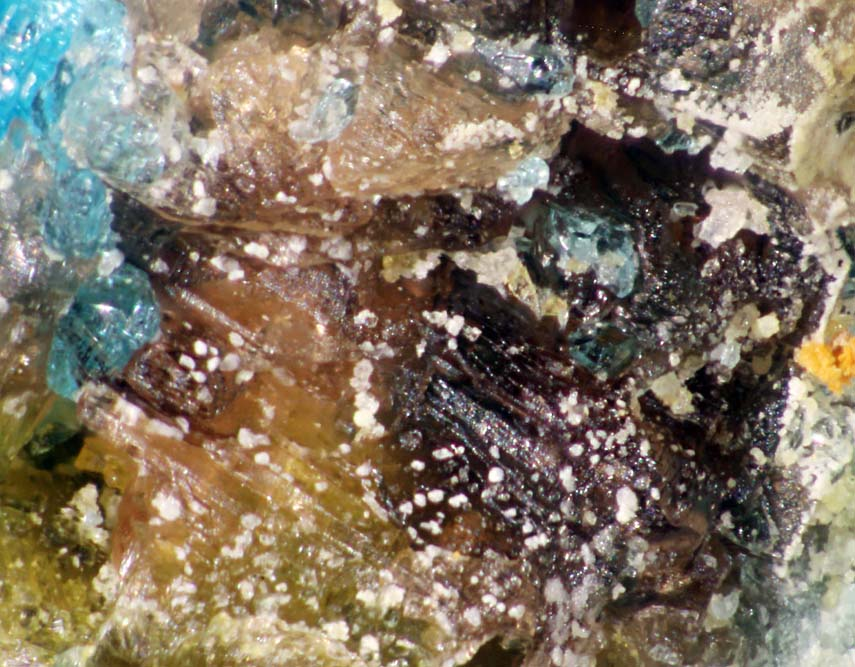
Hellviolette Quenstedtit-Kristalle mit blauem Chalkanthit und gelbem Copiapit aus Barranca del Sulfato, Mejillones, Region Antofagasta, Chile

Quenstedtit bildet sich in der Oxidationszone von pyritreichen Lagerstätten unter trockenen Klimabedingungen. Als Begleitminerale können neben dem Verwitterungsprodukt Coquimbit unter anderem noch Copiapit und Römerit auftreten.
Als seltene Mineralbildung konnte Quenstedtit nur an wenigen Fundorten nachgewiesen werden, wobei weltweit bisher rund 20 Vorkommen dokumentiert sind (Stand 2024). Neben seiner Typlokalität in Tierra Amarilla in der Región de Atacama fand man das Mineral in Chile noch in den ehemaligen Kupfergruben von Barranca del Sulfato auf der Halbinsel Mejillones, der Grube Alcaparrosa am Berg Cerro Alcaparrosa etwa 3 km südwestlich der Bahnstation Cerritos Bayos nahe Calama und der Grube Queténa in der Kupferlagerstätte von Chuquicamata in der Región de Antofagasta.
In Deutschland kennt man das Mineral bisher aus der Richelsdorfer Hütte im gleichnamigen Gebirge im hessischen Landkreis Hersfeld-Rotenburg, den Kupfergruben bei Marsberg im Hochsauerlandkreis von Nordrhein-Westfalen sowie aus der Grube Friedrichssegen im Rhein-Lahn-Kreis von Rheinland-Pfalz.
Weitere bisher bekannte Fundorte sind unter anderem der Hydro-Sulfatstollen bei Plaka im Bergbaubezirk Lavrio in der griechischen Region Attika, die Fumarolen über brennender Kohle von Ikushunbetsu nahe Mikasa auf der japanischen Insel Hokkaidō, die Silbermine Venus am Fluss Windy Arm etwa 17 km südlich Carcross im kanadischen Territorium Yukon, die Quecksilber-Lagerstätte Sântimbru-Băi im rumänischen Kreis Harghita, der Maximilianschacht bei Banská Štiavnica (deutsch Schemnitz) in der Slowakei sowie das Sulfur Hole (deutsch Schwefel-Loch) nahe der Geisterstadt Calico in Kalifornien und eine unbenannte Fundstelle nahe Montpelier im Muscatine County in Iowa in den Vereinigten Staaten.